# Dassendorf
Dassendorf ist eine Gemeinde im Kreis Herzogtum Lauenburg in Schleswig-Holstein.

## Geographie

### Geographische Lage
Das Gemeindegebiet von Dassendorf erstreckt sich südlich des gemeindefreien Gebietes Sachsenwald östlich von Hamburg im Landschaftsbereich des Naturraums Lauenburger Geest, einem Teilraum der Südholsteinischen Geest der Schleswig-Holsteinischen Geest.

### Nachbargemeinden
Angrenzende Gemeindegebiete zu Dassendorf sind:
|                          | gemeindefreies Gebiet Sachsenwald           |           |
|                          | Kompassrose, die auf Nachbargemeinden zeigt | Brunstorf |
| Kröppelshagen-Fahrendorf | Hohenhorn                                   |           |

## Geschichte

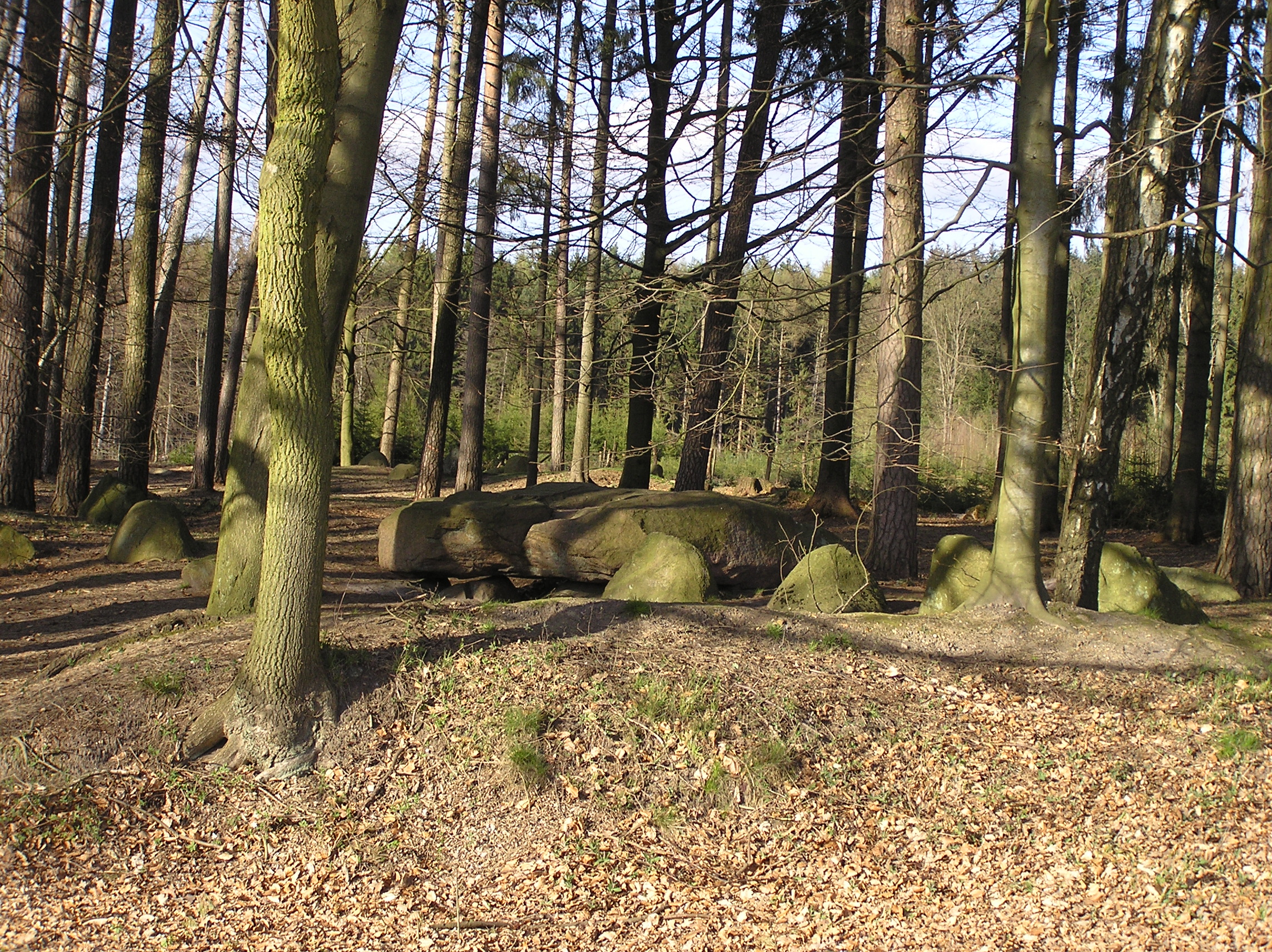
„Riesenbett“ (Langbett LA773)

Von frühgeschichtlicher Besiedlung des Bereichs um Dassendorf zeugen zwei „Riesenbetten“ (Hünengräber) am Nordrand des Orts, die Straße „Am Riesenbett“ weist hierauf noch heute hin. Es handelt sich um zwei stärker beschädigte Langbetten die unter den Nummern 772 und 773 registriert sind. Grab 772 ist etwa 38,0 m lang und 6,0 m breit. Der noch 60 cm hohe Hügel besaß eine rechteckige Steinfassung, die noch lückenhaft vorhanden ist. Im westlichen Teil sind Reste einer Grabkammer zu erkennen. Das weiter südlich gelegene Grab 773 ist etwa 35,0 m lang, 7,0 m breit und noch 70 cm hoch. Die Steinfassung des Hügels ist lückenhaft. Im östlichen Drittel liegt eine Kammer. Auf dem großen Deckstein finden sich die Keilspuren eines Steinschlägers der seinen Spaltversuch abgebrochen hat.
Der Ort wurde im Jahr 1334 erstmals urkundlich erwähnt und war lange Zeit landwirtschaftlich geprägt. Der im Osten liegende alte Dorfkern weist die gebietstypische Rundlingsstruktur auf.
Bereits in den 1920er Jahren begannen Bewohner der benachbarten Städte, vor allem Hamburgs, mit der Errichtung von Wochenendhäusern in der sogenannten „Waldsiedlung“ im Westen des Gemeindegebiets. Aufgrund der Schäden durch die alliierten Bombenangriffe im Zweiten Weltkrieg zogen zahlreiche Ausgebombte dauerhaft in ihre Lauben, bauten sie aus und errichteten zusätzliche. Dadurch dehnte sich die Waldsiedlung weiter aus und bildet heute den Siedlungsschwerpunkt des Ortes.
Nicht zuletzt den Zeitumständen der Entstehung der Waldsiedlung ist es geschuldet, dass die Wasserversorgung im Ort durch private, meistenteils hauseigene Brunnen erfolgte. Zahlreiche Quellen machten dies möglich; Belege finden sich auch hier in einigen Straßennamen (Bornweg, Quellenweg, Schlangenkoppel). Erst Ende des 20. Jahrhunderts wurde eine zentrale Wasserversorgung gebaut.
Im Dezember 1960 wurde der in Dassendorf unter dem Namen Karl Neumann lebende und auf dem Gut des Otto Fürst von Bismarck arbeitende Richard Baer, der letzte Kommandant des Konzentrationslagers Auschwitz, verhaftet.

Im Jahre 1994 wurde der Sitz des Amtes Geesthacht-Land von Geesthacht nach Dassendorf verlegt und das Amt in Amt Hohe Elbgeest umbenannt.

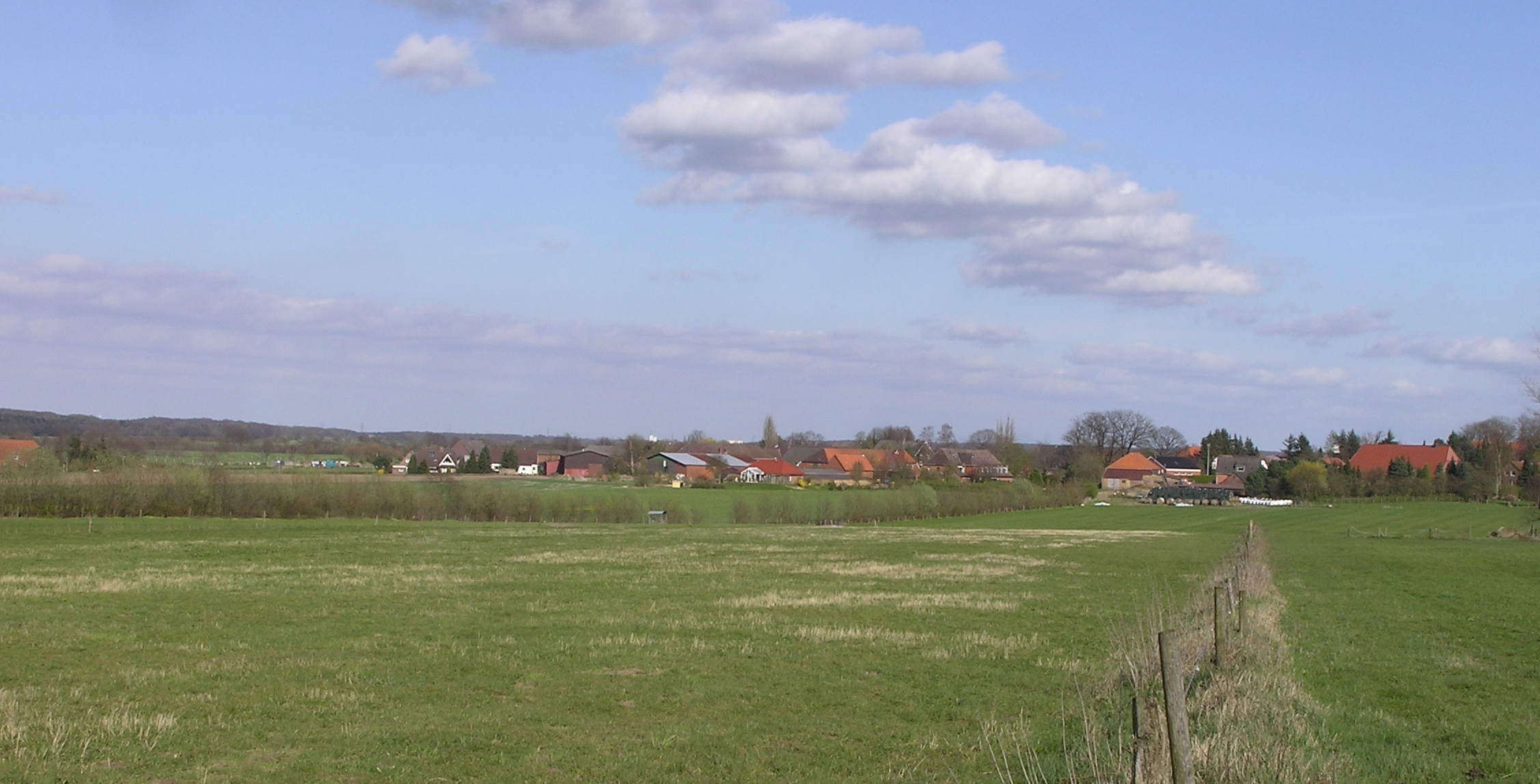
Dassendorf Dorfkern (Rundling)

## Kultur und Sehenswürdigkeiten

### Dorfstruktur
Dassendorf hat im Osten einen kleinen Ortskern, durch den die Bundesstraße 207 verläuft. Der größte Teil an Einwohner macht der auch Dassendorf Siedlung genannte Teil aus, der nordwestlich der Kreuzung der beiden Bundesstraßen 207 und 404 liegt. Im Süden hat Dassendorf zudem ein eigenes kleines Industriegebiet.

### Natur
Der Ort grenzt im Norden und Westen an den Sachsenwald und ist auch innerhalb des Dorfes von vielen Bäumen umgeben.

### Sport
Der Fußballverein TuS Dassendorf spielt seit der Saison 2013/14 in der fünfklassigen Oberliga Hamburg und nahm dreimal am DFB-Pokal teil. Obwohl der Ort in Schleswig-Holstein liegt, ist der Verein Mitglied im Hamburger Fußball-Verband. Die Heimspiele werden im Stadion am Wendelweg (2500 Plätze) ausgetragen.

## Politik

### Gemeindevertretung
Bei der Kommunalwahl am 14. Mai 2023 wurden insgesamt 17 Sitze vergeben. Von diesen erhielt WIR für Dassendorf zehn Sitze, die SPD vier Sitze und die CDU drei Sitze.
Am 29. November 2024 haben 3 Mitglieder der WIR-Fraktion eine eigene Fraktion (IDA – Ideen für Dassendorf) gegründet. Somit entfallen auf WIR für Dassendorf sieben Sitze, die SPD vier Sitze, die CDU drei Sitze und IDA – Ideen für Dassendorf drei Sitze.

### Wappen
Blasonierung: „Gespalten von Schwarz und Gold. Vorn übereinander drei auswärts weisende Eichenblätter, hinten eine umgewendete Wolfsangel in verwechselten Farben.“
Die Spaltung des Wappens bezieht sich auf die beiden Ortsteile von Dassendorf. Die Eichenblätter stehen für den aus der Waldsiedlung hervorgegangenen Ortsteil und die Wolfsangel für das alte Dorf. Die Familie Uhrbrock, von 1593 bis 1876 Inhaber der Bauernvogtstelle in Dassendorf, nutzte diese Wappenfigur als Haus- und Hofmarke.

### Verwaltungssitz
Dassendorf ist der Verwaltungssitz des Amtes Hohe Elbgeest.

## Verkehr
Der Ort liegt an der Kreuzung zwischen den Bundesstraßen 207 und 404. Es gibt eine regelmäßige Busverbindung. Die HVV-Buslinie 8810 verkehrt zwischen Lübeck-Mölln-Schwarzenbek-Bergedorf. Außerdem gibt es eine Busverbindung zwischen Aumühle (Krabbenkamp) und Geesthacht. Diese wird jedoch nur wochentags befahren. Eine Ausweitung ist erfolgt, da viele Pendler von Dassendorf mit dem Auto nach Aumühle fuhren, um dann von dort mit der S-Bahn nach Hamburg zu gelangen. Die nächsten Autobahnen sind die Bundesautobahn 25, die ca. 7 km entfernt ist, die Bundesautobahn 24 (15 km) und die Bundesautobahn 1 (17 km).

## Persönlichkeiten
- Richard Baer (1911–1963), SS-Sturmbannführer und Lagerkommandant des KZ Auschwitz und des KZ Mittelbau-Dora, lebte bis zu seiner Festnahme am 20. Dezember 1960 in Dassendorf, wo er sich 15 Jahre versteckt hatte
- Vera Cordes (* 1961), Journalistin und Fernsehmoderatorin
- Frank Schwalba-Hoth (* 1952), Politiker (Die Grünen) (Hessischer Landtag, Europäisches Parlament), wuchs in Dassendorf auf